# Hate on Me
«Hate on Me» es un sencillo del año 2007 del artista estadounidense Jill Scott. La canción fue lanzada en apoyo de su tercer álbum de estudio, The Real Thing: Words and Sounds Vol.. 3. Hate On Me llegó al número 24 en Billboard Hot R & B / Hip-Hop Songs, Scott el reingreso de R & B Top 40 de canciones desde 2005. La canción también ganó una nominación al Grammy, en 2008, por Mejor Artista Femenina de R & B Vocal Performance...

## Canciones
UK CD" Single
| N.º | Título                                                | Duración |  |
| 1.  | «Hate On Me» (Álbum Versión)                          | 3:33     |  |
| 2.  | «Hate On Me» (Sole Channel Remix Radio Edit Ft. Mr V) | 3:44     |  |
| 3.  | «Hate On Me» (Sole Channel Remix Ft. Mr V)            | 6:20     |  |
| 4.  | «Hate On Me» (Reggaeton Remix)                        | 4:09     |  |
| 5.  | «Hate On Me» (So Channel Keyapella Ft. Mr V)          | 6:00     |  |

## Posicionamiento
| Listas (2007)                      | Posición |
| ---------------------------------- | -------- |
| US Billboard Hot 100               | 107      |
| US Billboard Hot R&B/Hip-Hop Songs | 24       |